# Giacomo Boni
Giacomo Boni (Venezia, 25 aprile 1859 – Roma, 10 luglio 1925) è stato un archeologo e architetto italiano.

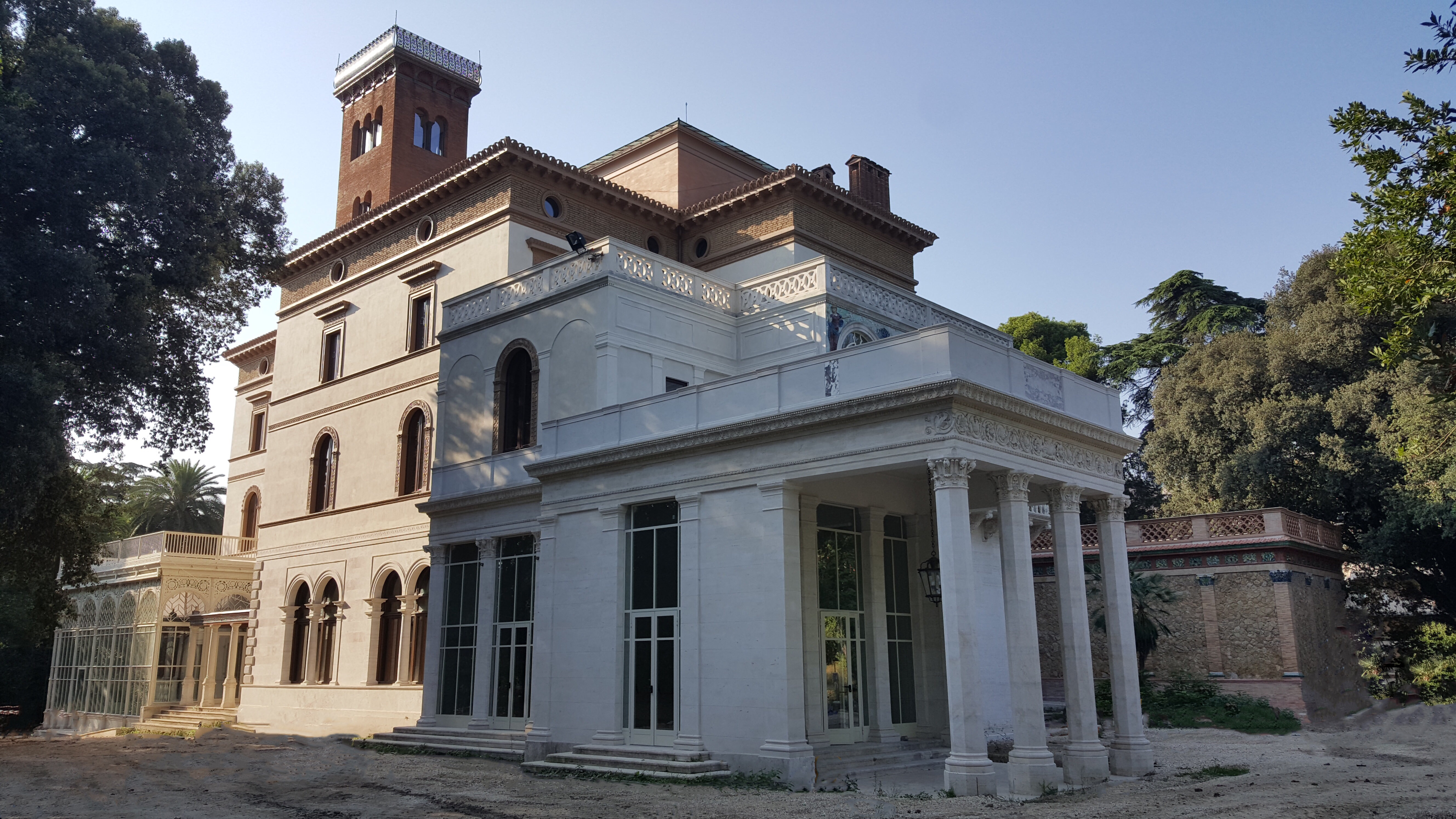
Villa Blanc, capolavoro architettonico di Boni, nel 1996 divenuta di proprietà della Libera università internazionale degli studi sociali Guido Carli (Luiss). Foto del 2016, a ristrutturazione quasi completata.

Fu senatore del Regno d'Italia nella XXVI legislatura.

## Biografia

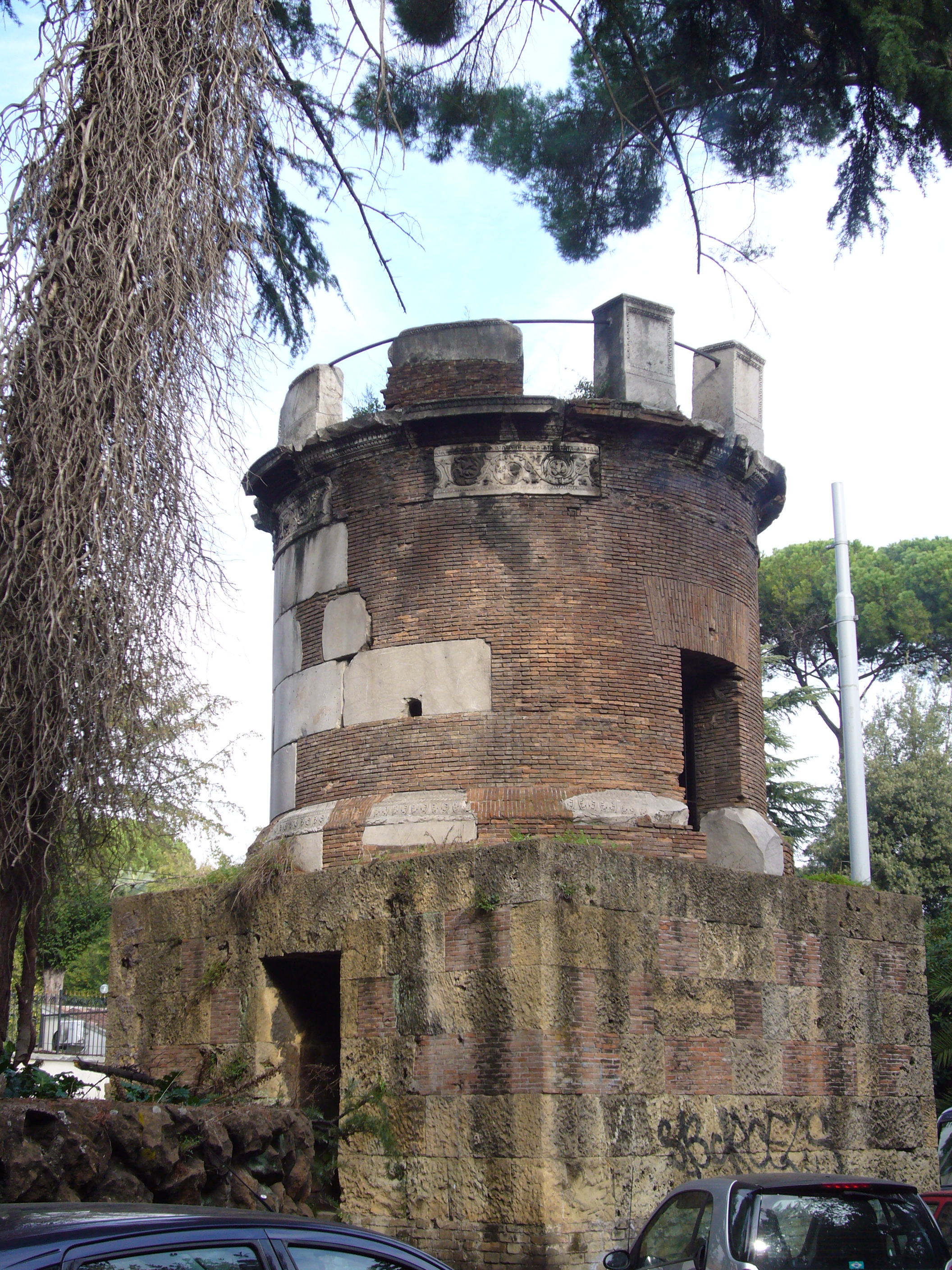
Il mausoleo cilindrico all'esterno del parco di Villa Blanc a Roma.

Il padre, capitano di marina irrendentista, rifiutò di giurare fedeltà all'Imperatore austriaco perdendo per questo l'incarico, con pesanti conseguenze sull'economia familiare. Il Boni crebbe dunque in un ambiente fortemente patriottico, che ne segnò fortemente il pensiero.
Dopo gli studi tecnici partecipò come manovale ai restauri che si eseguivano sul Palazzo Ducale di Venezia; quindi studiò architettura all'Accademia delle Belle Arti.
Nel 1888 è nominato segretario della Regia Calcografia, nel 1890 ispettore dei monumenti della Direzione generale delle Antichità e Belle Arti: nel 1895-1896 è direttore dell'Ufficio Regionale dei Monumenti di Roma e a partire dal 1898 dirige gli scavi del Foro Romano, a cui a partire dal 1907 si aggiungono quelli del Palatino.
Si interessa di tutela e valorizzazione dei monumenti, promuove la creazione nel 1907 del Gabinetto Fotografico Nazionale e auspica l'istituzione di un catalogo nazionale e lo stabilimento di norme aggiornate per i restauri, privilegiando le ragioni della conservazione rispetto a quelle della ricostruzione. Si occupa inoltre dell'utilizzo delle piante in relazione ai resti antichi, sia come protezione delle muratura dal disgregamento, sia come loro presentazione al pubblico.
Nell'ambito dello scavo archeologico fu tra i primi a seguìre un metodo scientifico, applicando agli scavi i principi dello scavo stratigrafico: fu il primo, nel 1885, ad applicarlo alle ricerche di archeologia classica, prima ancora di Wilhelm Dörpfeld; tra i primi si interessa dei materiali rinvenuti negli scavi e della loro collocazione fisica all'interno degli strati; per primo considera di uguale importanza anche il materiale medioevale, senza privilegiare l'età classica; tra i primi si avvale di disegni e di fotografie per la documentazione. Le indicazioni da lui dettate nell'articolo Il metodo negli scavi archeologici (Nuova Antologia, 1901) conservano ancora oggi il loro valore.
Della sua attività di studio e ricerca restano numerosi documenti di archivio presso la Soprintendenza Archeologica di Roma. Alle sue ricerche nel Foro Romano si devono la scoperta del Lapis niger, della Regia, del Lacus Curtius, dei cunicoli cesariani nel sottosuolo della piazza, della necropoli arcaica presso il tempio di Antonino e Faustina e della chiesa di Santa Maria Antiqua. Sul Palatino portò alla luce una cisterna arcaica a thòlos, che erroneamente identificò con il Mundus Cereris, i ricchi ambienti della "Casa dei Grifi" e della cosiddetta "Aula isiaca" al di sotto del palazzo imperiale di età flavia.
Come architetto si occupò nel 1896-97 della ristrutturazione di Villa Blanc a Roma (proprietà di Alberto Blanc, ministro degli esteri del re Umberto I): nei giardini della villa fu inserito un mausoleo romano rinvenuto nel 1896 dallo stesso Boni in uno scavo sulla Via Flaminia presso Tor di Quinto (ora direttamente sulla via Nomentana) in seguito all'ampliamento della strada).
Come Storico e Ricercatore ha redatto la carta delle tre aree di diverso sviluppo stilistico del Romanico pugliese coincidenti con le tre antiche terre pugliesi: Capitanata, Terra di Bari e Terra d'Otranto. Inoltre individuò le matrici di ispirazione dell'albertiano Tempio Malatestiano nelle chiese del Romanico della Terra di Bari. Seguì personalmente attraverso ispettori di fiducia il restauro di alcuni dei monumenti più importanti del Romanico di Terra di Bari. 
Nel 1903, in seguito al crollo l'anno prima del campanile di San Marco a Venezia, poi ricostruito negli anni successivi, fu chiamato per lo scavo archeologico delle sue fondamenta, dove identificò strutture di epoca romana.

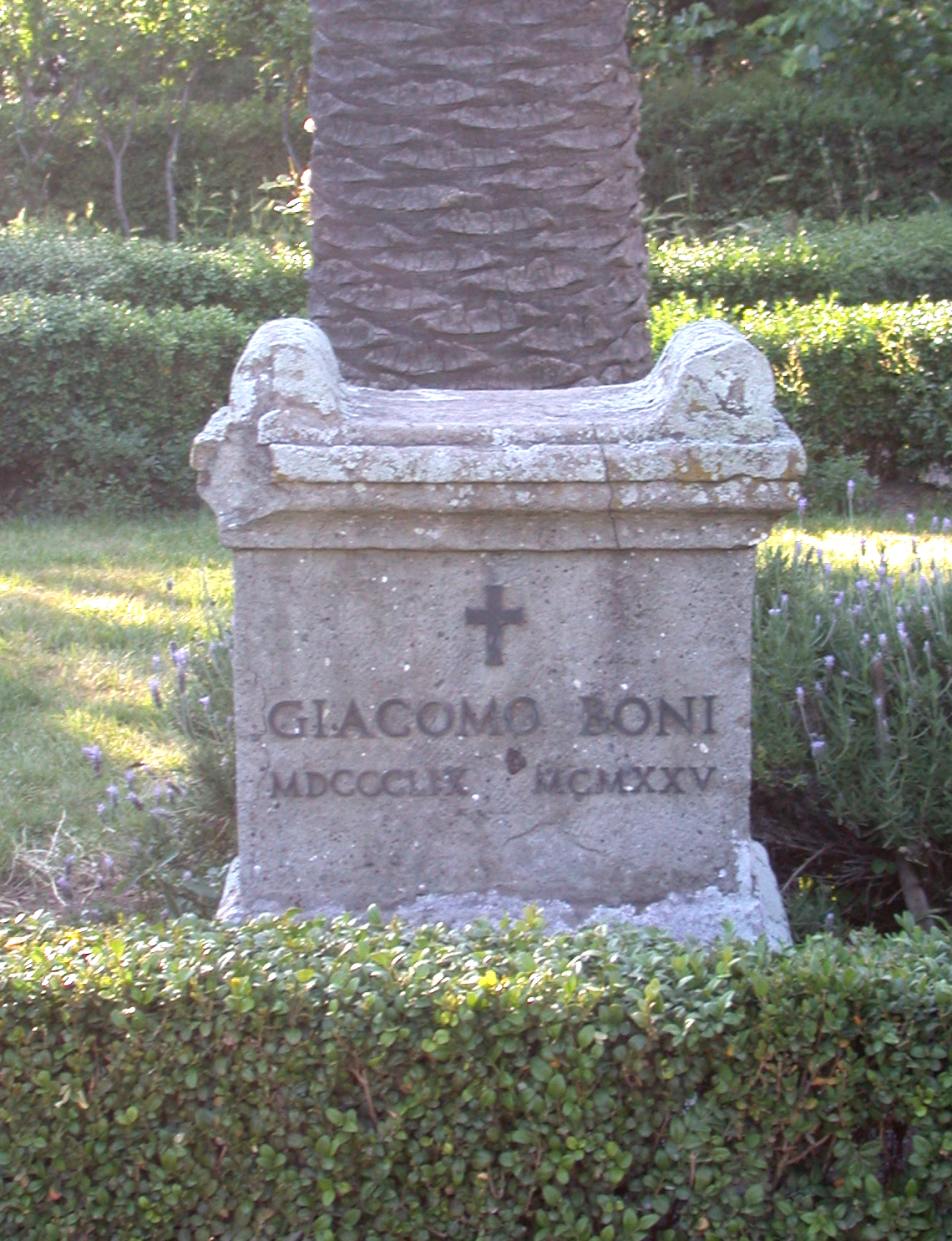
Tomba di Giacomo Boni sul Palatino

Alla sua morte fu sepolto sul Palatino, negli Orti Farnesiani.

## Boni tra paganesimo e fascismo
Giacomo Boni sviluppò un forte interesse per l'antica religione romana e per una sua eventuale riattuazione e adozione da parte dello Stato, e tentò di influenzare in tal senso Francesco Crispi e Sidney Sonnino, ma soprattutto Benito Mussolini col quale simpatizzò perché credeva che il fascismo potesse far rinascere l'antica Roma.
Tra i tentativi fatti per restaurare la religione romana vi furono veri e propri riti pagani da lui eseguiti: si ricordano la commemorazione del Lacus Curtius nel 1903 con l'amico Horatio Brown, la purificazione del tempio di Giove Vincitore nel 1916, la costruzione dell'ara graminea sul Palatino nel 1917. Boni approntò anche un programma di celebrazioni per il primo anniversario della marcia su Roma, che prevedeva una serie di cerimonie pagane: Cereris Mundus, Ludus Troiae, Opus Coronarium, Ludi Palatini e Lupercalia.
Le stesse ricerche archeologiche di Boni furono influenzate dai suoi rapporti con l'ambiente esoterico del tempo (frequentò il salotto di Emmelina Sonnino De Renzis, sorella di Sidney Sonnino e madre di Giovanni Antonio Colonna di Cesarò, esponente della Società Teosofica) e da esperienze personali al limite del paranormale (sogni come quello che gli rivelò la scoperta del Lapis niger la notte prima, visioni, voci misteriose).
Nel 1923 Boni collaborò con Ignis alla tragedia Rumon, disegnando i caratteri romani arcaici per il cartellone e per il testo stesso.

## Opere
- Vecchie mura. Venezia, Stab. tipo-lito M. Fontana, 1885.
- Il cosiddetto sventramento: appunti di un veneziano. Roma, Stabilimento tipografico italiano, 1887.
- Santa Maria dei Miracoli in Venezia. Venezia, f.lli Visentini, 1887.
- I fondamenti del campanile di San Marco di Venezia. Torino, Derossi, 1887.
- Venezia imbellettata. Roma, Stab. Tip. Italiano, 1887.
- Il leone di San Marco: (bronzo veneziano del milleduecento). Roma, Tip. Unione Coop. Editrice, 1892.
- Il catasto dei monumenti in Italia. Roma, Tip. dell'Unione, 1892.
- Westminster Abbey. Roma, Stab. Tip. Italiano diretto da L. Perelli, 1893.
- Il Duomo di Parenzo ed i suoi mosaici. Roma, Tip. dell'Unione Cooperativa Editrice, 1894.
- Un monumento romano ricomposto sulla via Nomentana. Roma, Tip. dell'Unione cooperativa editrice, 1897.
- Studi danteschi in America. Roma, Soc. Edit. Dante Alighieri, 1898.
- Stele con iscrizione latina arcaica scoperta nel Foro romano. Roma, Tipografia della R. Accademia dei lincei, 1899.
- Fotografie e pianta altimetrica del Foro Romano. Roma, Accademia dei lincei, 1900.
- Scavi al Foro Romano: esplorazione del comizio. Roma, Accademia dei lincei, 1900.
- Le recenti esplorazioni nel sacrario di Vesta. Roma, Accademia dei lincei, 1900.
- Il sacrario di Juturna. Roma, Tipografia della R. Accademia dei Lincei, 1901.
- La esplorazione dei rostri. Roma, tip. Accademia dei lincei, 1901.
- Scoperta di una tomba a cremazione nel Foro Romano. Roma, Acc. dei Lincei, 1902.
- Sepolcreto del septimontium preromuleo nel foro romano. Roma, Tip. della r. Accademia dei Lincei, 1903.
- Foro Romano: nuovi frammenti marmorei degli Acta triumphorum e dei Fasti consulares. Roma, Notizie degli Scavi, 1904
- Foro Romano: comunicazione e conferenza (4 e 8 aprile 1903). Roma, Tip. dell'Accademia dei Lincei, 1904.
- La Torre di S. Marco. Roma, Tip. R. Accademia dei Lincei, 1904.
- Relazione del Comm. Giacomo Boni Direttore degli scavi del Foro romano .... Roma, Cecchini, 1905.
- Sepolcreto del septimontium preromuleo nel foro romano: quarto rapporto. Roma, Tip. della r. Accademia dei Lincei, 1905.
- Esplorazione nel forum ulpium. Roma, Tip. della R. Accademica dei Lincei, 1907.
- Relazione sul Museo e sulla Biblioteca della Pia fraternita dei laici in Arezzo. Arezzo, Tip. Cagliani, 1910.
- Mura urbane tra la Porta Collina e la Viminale. Roma, Notizie degli Scavi, 1911.
- Foro romano: esplorazione del sepolcreto: settimo rapporto. Roma, Tipografia della R. Accademia dei Lincei, 1911.
- Il metodo nelle esplorazioni archeologiche. Roma, E. Calzone, 1912.
- Flora Palatina. Roma, Tipografia Roma, 1912.
- Les Nouvelles Découvertes du Palatin. Bruxelles, Weissenbruch, 1914.
- L' Arcadia sul Palatino. Roma, E. Calzone, 1914.
- Vinismo. Roma, Stab. cromo-lito tip. Armani, 1921.
- Vendemmie italiche. Roma, Stab. cromo-lito tip. Armani, 1922.
- Demagogia e parlamentarismo. Roma, Tip. Eredi di Mario lupi, 1923.
- Arte e natura: discorsi tenuti in Senato il 16, 19 e 20 giugno del 1923. Roma, tip. del Senato, 1923.
- Cannoni austriaci e campane venete sull'Ara Patriae. Roma, U. Pinnaro, 1924

### Articoli su Nuova Antologia
- Aedes vestae. 1900
- Il metodo negli scavi archeologici. 1901
- Quadrantal. 1902
- Dalle origini. 1903
- Bimbi romulei. 1904
- Oltr'Alpe: ai cultori della civiltà romana. 1905
- Coccodrilli archeofagi. 1905
- Hibernica. 1905
- Iene antiquarie. 1905
- Leggende. 1906
- Un epilogo. 1907
- Porta Capena. 1910
- Terra mater. 1910
- Mura urbane. 1911
- Superstitio. 1912
- Colonna Traiana. 1912
- La torre di San Marco a Venezia. 1912
- Iovi victori. 1917
- La batata dolce: convolvulus edulis. 1918
- Nemesi. 1919
- Arse verse. 1920
- Isole croate? 1920
- Abetina pacifera. 1920
- Il nemico. 1921
- La lotta contro l'alcolismo. 1921
- Urania. 1922
- Il secondo millenario di Virgilio. 1923